# Giovanni Luigi di Nassau-Ottweiler
Giovanni Luigi di Nassau-Ottweiler (Saarbrücken, 23 maggio 1625 – Reichelsheim, 9 febbraio 1690) fu il primo conte di Nassau-Ottweiler. All'epoca, era maggiore generale, reggente per gli altri territori Nassau e capo del casato di Nassau.

## Vita
Era il secondo figlio maschio di Guglielmo Luigi di Nassau-Saarbrücken e di sua moglie Anna Amalia of Baden-Durlach. All'età di dieci anni dovette fuggire a Metz con i suoi genitori. Suo padre morì nel 1640. Giovanni Luigi e sua madre furono in grado di ritornare a Saarbrücken tre anni dopo.  Prima del suo ritorno, aveva studiato all'università di Saumur. Tra il 1644 ed 1645 completò il suo Grand Tour a Parigi. La pace di Vestfalia ripristinò tutti i territori Nassau nel 1648.
Giovanni Luigi assunse il governo di Nassau-Saarbrücken e Nassau-Usingen. Dopo la morte di sua madre nel 1651 diventò anche tutore dei suoi fratelli più giovani. Nel 1653, fondò la ferriera a Neunkirchen. Nel 1659 Giovanni Luigi ed i suoi fratelli divisero l'eredità del loro padre. A Giovanni Luigi andò l'area attorno Ottweiler.
Ciò lo rese il fondatore del ramo di Nassau-Ottweiler branch, che è esistito fino al 1728.
Entrò a servizio militare francese nel 1656 e fu il colonnello del reggimento reale alsaziano. Fu preso prigioniero durante la guerra franco-spagnola.
Anche quando era ancora minorenne, Giovanni Luigi tentò di ritornare a Homburg, che era stata occupata dalla Lorena. Fu aiutato da Luigi XIV e si giunse a dei negoziati davanti a Reichstag. A Giovanni Luigi furono concessi diritti di sovranità sul distretto di Homburg, ma la fortezza rimase nelle mani dei Lorena fino a che l'impero avesse pagato i suoi debiti di guerra alla Lorena. Quando scoppiò un'altra guerra tra la Francia e la Lorena, Giovanni Luigi cedette Homburg all'elettorato di Treviri.
Durante la guerra franco-olandese, i territori di Giovanni Luigi furono devastati. Successivamente, i territori di Nassau furono minacciati dalla politica di ricongiungimento di Luigi XIV. Giovanni Luigi rifiutò di rendere omaggio al re francese come conte di Homburg e Ottweiler. Invece, si dimise dal governo e nel 1680 consegnò il regno a suo figlio Federico Luigi. Giovanni Luigi poi si recò nei territori di Nassau a est del Reno.
Quando nel 1675, Federico di Nassau-Weilburg morì, Giovanni Luigi assunse la tutela dei suoi figli e la reggenza di Nassau-Weilburg. Quando nel 1677 Gustavo Adolfo di Nassau-Saarbrücken morì, Giovanni Luigi diventò il membrò più anziano del casato di Nassau.
Giovanni Luigi fu al servizio del circondario dell'Alto Reno e fondò un nuovo esercito imperiale. Fu nominato sergente generale e nel 1682, fu promosso a generale maggiore. Guidò il suo reggimento di fanteria contro i francesi nella guerra di successione del Palatinato.
Morì nel 1690 e fu sepolto nella chiesa protestante di Ottweiler. I suoi resti furono distrutti nel saccheggio della chiesa durante la rivoluzione francese.

## Famiglia
Nel 1649, sposò Dorotea Caterina (1634-1715) una figlia del conte palatino Cristiano I di Birkenfeld-Bischweiler. Ebbero i seguenti figli:
- Cristiano Luigi (1650-1650)
- Federico Luigi (1651-1728)

sposò il 28 luglio 1680 la contessa Cristiana di Ahlefeld (1659-1695)
si sposò poi il 27 settembre 1697 la contessa Luisa Sofia di Hanau-Lichtenberg (1662-1751)
- Anna Caterina (1653-1731)

sposò nel 1671 il renegravio Giovanni Filippo II di Salm-Dhaun (1645-1693)
- Volrado (1656-1705)
- Carlo Sigfriedo (1659-1679)
- Luigi (1661-1699)

sposò il 9 aprile 1694 la contessa Luisa Amalia di Horne (1665-1728)
- Luisa (1662-1741)
- Maurizio (1664-1666)

## Ascendenza
|                                             |                                     |                                      | Genitori                              |  |  | Nonni |  |  | Bisnonni                           |  |  | Trisnonni                             |  |
|                                             |                                     |                                      |                                       |  |  |       |  |  | Albrecht, conte di Nassau-Weilburg |  |  | Philipp III, conte di Nassau-Weilburg |  |
|                                             |                                     |                                      |                                       |  |  |       |  |  | Albrecht, conte di Nassau-Weilburg |  |  | Philipp III, conte di Nassau-Weilburg |  |
|                                             |                                     | Anna von Mansfeld                    |                                       |  |  |       |  |  | Albrecht, conte di Nassau-Weilburg |  |  |                                       |  |
| Ludwig II, conte di Nassau-Weilburg         |                                     |                                      |                                       |  |  |       |  |  | Albrecht, conte di Nassau-Weilburg |  |  |                                       |  |
|                                             |                                     | Anna von Nassau-Dillenburg           | Wilhelm I, conte di Nassau-Dillenburg |  |  |       |  |  |                                    |  |  |                                       |  |
|                                             |                                     | Anna von Nassau-Dillenburg           | Wilhelm I, conte di Nassau-Dillenburg |  |  |       |  |  |                                    |  |  |                                       |  |
|                                             |                                     | Anna von Nassau-Dillenburg           | Juliana zu Stolberg-Wernigerode       |  |  |       |  |  |                                    |  |  |                                       |  |
| Wilhelm Ludwig, conte di Nassau-Saarbrücken |                                     | Anna von Nassau-Dillenburg           |                                       |  |  |       |  |  |                                    |  |  |                                       |  |
|                                             |                                     | Wilhelm IV, langravio d'Assia-Kassel | Philipp I, langravio d'Assia          |  |  |       |  |  |                                    |  |  |                                       |  |
|                                             |                                     | Wilhelm IV, langravio d'Assia-Kassel | Philipp I, langravio d'Assia          |  |  |       |  |  |                                    |  |  |                                       |  |
|                                             |                                     | Wilhelm IV, langravio d'Assia-Kassel | Christina von Sachsen                 |  |  |       |  |  |                                    |  |  |                                       |  |
| Anna Maria von Hessen-Kassel                |                                     | Wilhelm IV, langravio d'Assia-Kassel |                                       |  |  |       |  |  |                                    |  |  |                                       |  |
|                                             |                                     | Sabine von Württemberg               | Christoph, duca del Württemberg       |  |  |       |  |  |                                    |  |  |                                       |  |
|                                             |                                     | Sabine von Württemberg               | Christoph, duca del Württemberg       |  |  |       |  |  |                                    |  |  |                                       |  |
|                                             |                                     | Sabine von Württemberg               | Anna Maria von Brandenburg-Ansbach    |  |  |       |  |  |                                    |  |  |                                       |  |
| Johann Ludwig, conte di Nassau-Ottweiler    |                                     | Sabine von Württemberg               |                                       |  |  |       |  |  |                                    |  |  |                                       |  |
|                                             | Karl II, margravio di Baden-Durlach | Ernst, margravio di Baden-Durlach    |                                       |  |  |       |  |  |                                    |  |  |                                       |  |
|                                             | Karl II, margravio di Baden-Durlach | Ernst, margravio di Baden-Durlach    |                                       |  |  |       |  |  |                                    |  |  |                                       |  |
|                                             | Karl II, margravio di Baden-Durlach | Ursula von Rosenfeld                 |                                       |  |  |       |  |  |                                    |  |  |                                       |  |
| Georg Friedrich, margravio di Baden-Durlach | Karl II, margravio di Baden-Durlach |                                      |                                       |  |  |       |  |  |                                    |  |  |                                       |  |
|                                             |                                     | Anna von Pfalz-Veldenz               | Ruprecht, conte palatino di Veldenz   |  |  |       |  |  |                                    |  |  |                                       |  |
|                                             |                                     | Anna von Pfalz-Veldenz               | Ruprecht, conte palatino di Veldenz   |  |  |       |  |  |                                    |  |  |                                       |  |
|                                             |                                     | Anna von Pfalz-Veldenz               | Ursula zu Salm-Kyrburg                |  |  |       |  |  |                                    |  |  |                                       |  |
| Anna Amalia von Baden-Durlach               |                                     | Anna von Pfalz-Veldenz               |                                       |  |  |       |  |  |                                    |  |  |                                       |  |
|                                             |                                     | Friedrich I, conte di Salm-Neufville | Philipp Franz, conte di Salm-Dhaun    |  |  |       |  |  |                                    |  |  |                                       |  |
|                                             |                                     | Friedrich I, conte di Salm-Neufville | Philipp Franz, conte di Salm-Dhaun    |  |  |       |  |  |                                    |  |  |                                       |  |
|                                             |                                     | Friedrich I, conte di Salm-Neufville | Maria Aegyptiaca zu Oettingen         |  |  |       |  |  |                                    |  |  |                                       |  |
| Juliane Ursula zu Salm-Neufville            |                                     | Friedrich I, conte di Salm-Neufville |                                       |  |  |       |  |  |                                    |  |  |                                       |  |
|                                             |                                     | Franziska von Salm                   | Johann VI, conte di Salm              |  |  |       |  |  |                                    |  |  |                                       |  |
|                                             |                                     | Franziska von Salm                   | Johann VI, conte di Salm              |  |  |       |  |  |                                    |  |  |                                       |  |
|                                             |                                     | Franziska von Salm                   | Louise de Stainville                  |  |  |       |  |  |                                    |  |  |                                       |  |
|                                             |                                     | Franziska von Salm                   |                                       |  |  |       |  |  |                                    |  |  |                                       |  |